# Comaropsis
Comaropsis là một chi thực vật có hoa trong họ Hoa hồng.